# Jaroslav Brůha
Jaroslav Brůha (11. února 1889 Praha – 31. ledna 1969 Praha), byl český sochař a medailér.

## Život a dílo
Jaroslav Brůha se narodil v Praze na Pankráci jako syn posluhovačky Marie Brůhové. V šesti letech ztratil otce a při dětské hře se zranil a přišel o oko. Vyučil se štukatérem, což mu umožnilo vydělávat si na vlastní studia. V letech 1908–1911 absolvoval střední Uměleckoprůmyslovou školu u profesorů Drahoňovského a Celdy Kloučka.
Na Akademii výtvarných umění začal studovat ve 22 letech, nejprve u Josefa Myslbeka (1911–1914) a poté u Stanislava Suchardy (1915–1916). Během studií se věnoval portrétům a byl oceněn za sochu Šimon Lomnický žebrá na mostě – motiv ztvárněný ve slavném obrazu malíře Jaroslava Čermáka.
Myslbek v době Brůhových studií dokončoval sochu Hudba pro Národní divadlo a pomník Karla Hynka Máchy, ale lyrizmus Myslbekovy pozdní tvorby ovlivnil jeho žáka méně než poválečná vlna sociálního civilismu.

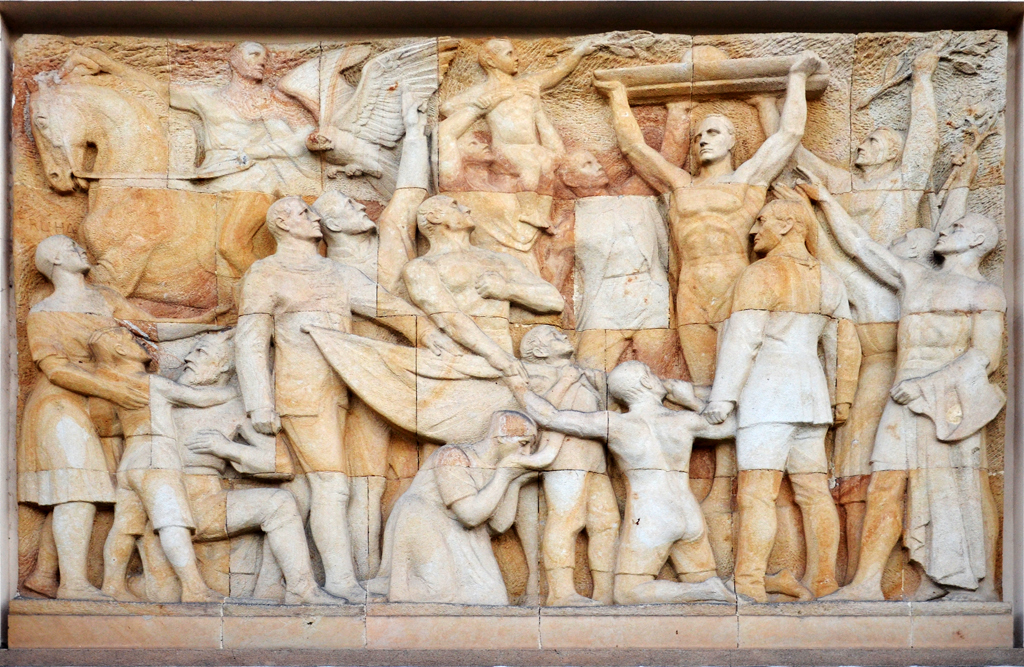
Jaroslav-Brůha, pražský Sokol I

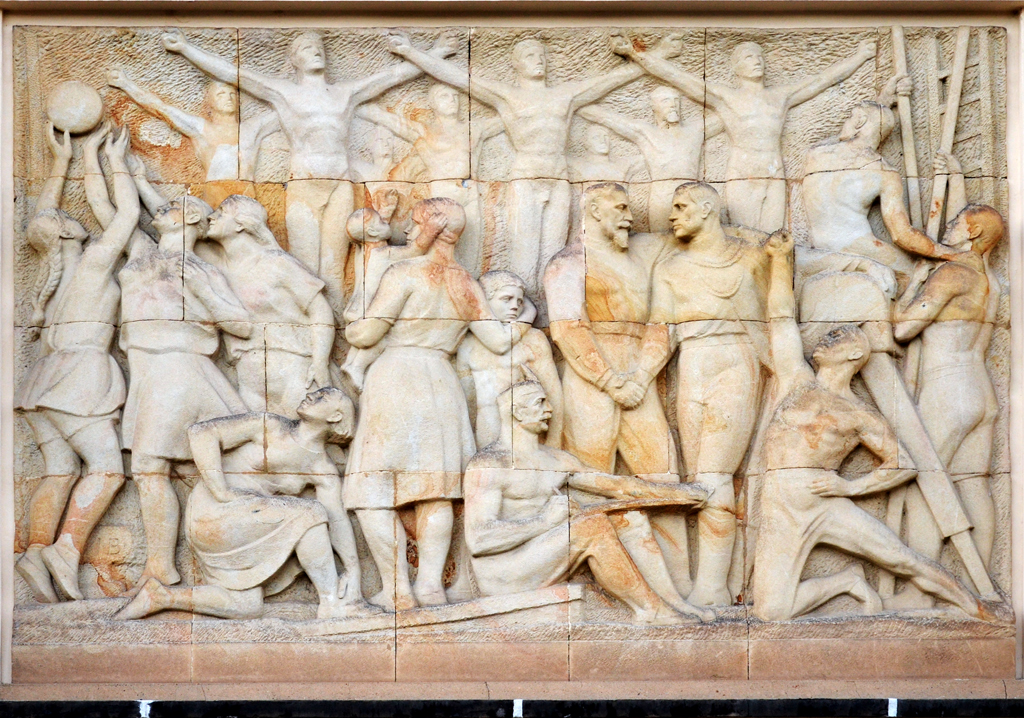
Jaroslav-Brůha, pražský Sokol II

Jaroslav Brůha měl blízko k sokolskému hnutí a již ve dvacátých letech vytvořil dva rozměrné pískovcové reliéfy pro budovu Sokola na Malé Straně. Jeho reliéfy zdobí také fasádu budovy Zdravotní pojišťovny na Žižkově, nerealizované zůstaly soutěžní návrhy reliéfů pro vrata Svatovítského chrámu. Brůha je autorem několika návrhů medailí a platidel.
Jeho první velká zakázka plastik pro veřejnou budovu je 19 reliéfů znázorňujících jednotlivá řemesla a čtyři robustní sochy nad portálem bývalého Domu odborů na Perštýně jako symboly práce. Alegorická zobrazení lidských činností byla oblíbeným motivem a Brůha je spolu s Karlem Štiplem realizovali např. pro budovu Ministerstva zemědělství. Ve stejné době realizovali podobné zakázky i Otto Gutfreund nebo Karel Dvořák.
Při návrzích pomníků uplatnil sochař realistický portrét (Dr. Podlipný, 1935), patos (Pomník padlým, 1938) i schopnost ztvárnit monumentální gesto (J.A. Komenský pro Naarden, nerealizováno).
Alegorické sochy Republiky a Vítězství pro všesokolský slet v Praze patřily mezi vrcholná Brůhova díla a byly vytvořeny v atmosféře blížící se války jako antické ideály krásné ženy-bojovnice. Díla se zachovala pouze na dobových fotografiích.
Mnohé návrhy pomníků získaly ocenění, ale nebyly realizovány (ve 20. letech T. G. Masaryk, za Protektorátu Neruda, Smetana).
Po válce Brůha vyhověl požadavkům na realistické ztvárnění postav a vytvořil pomník Rudé armády pro Olšanské hřbitovy, nebo plastiky ke II. celostátní spartakiádě s dělníky a nezbytným symbolem dívky s holubicí. Jeho návrh pomníku Barikádníků pro Vinohrady nebyl realizován.
Vracel se ale i k soutěžním návrhům pomníků osobností (B. Němcová, Jan Hus) a vytvořil busty V. Zítka, S.K. Neumanna, malíře F. Podešvy a básníka K. Hlaváčka.
K jeho posledním dílům patří socha dívky Prodavačka karafiátů (1958) v hale železničního nádraží v Klatovech.
Jaroslav Brůha zemřel v Praze 31. ledna 1969 ve věku 79 let.

### Odborový dům na Perštýně

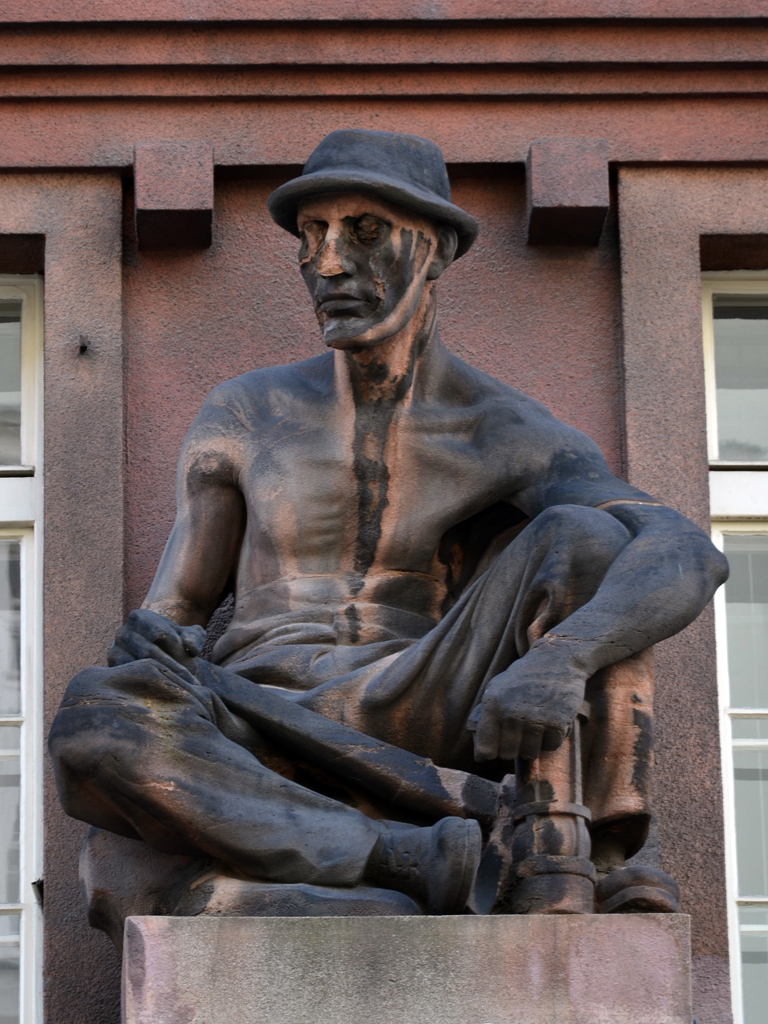
Alegorie Hornictví
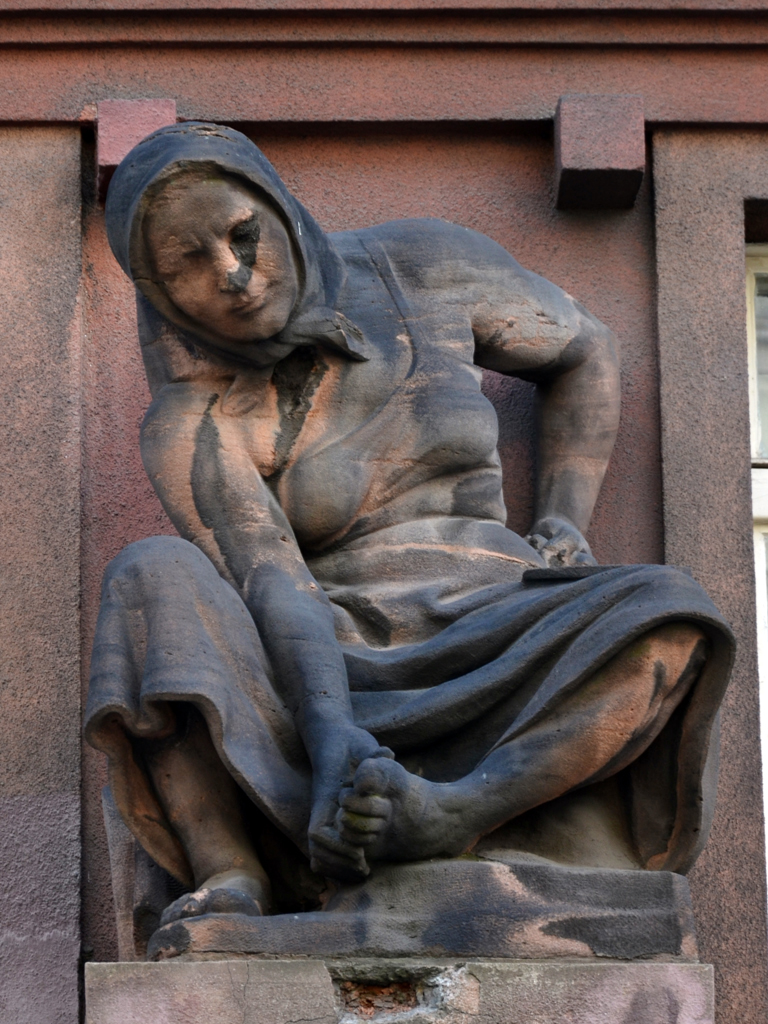
Alegorie Zemědělství
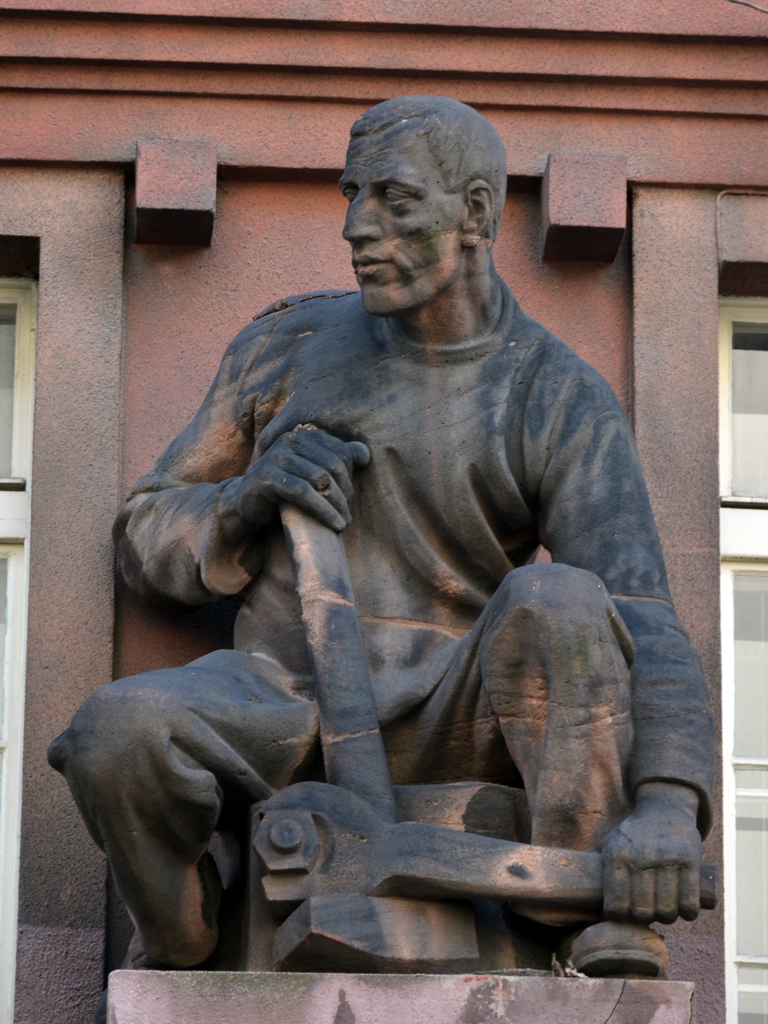
Alegorie Průmyslu
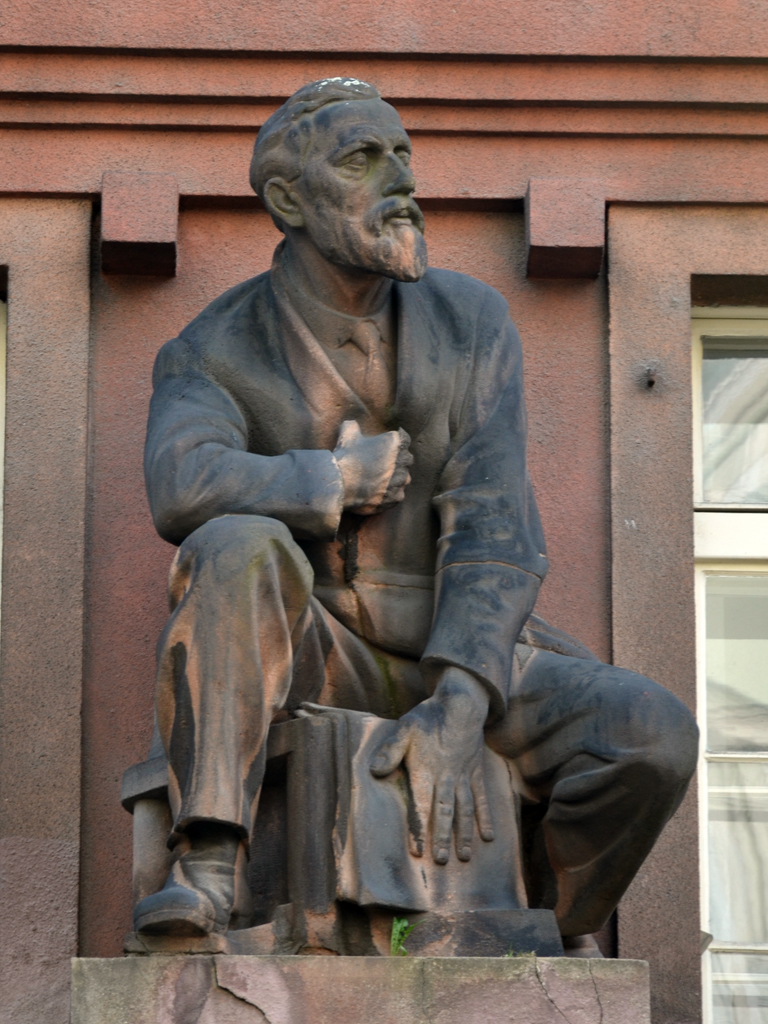
Alegorie Organizace

### Výstavy (výběr)

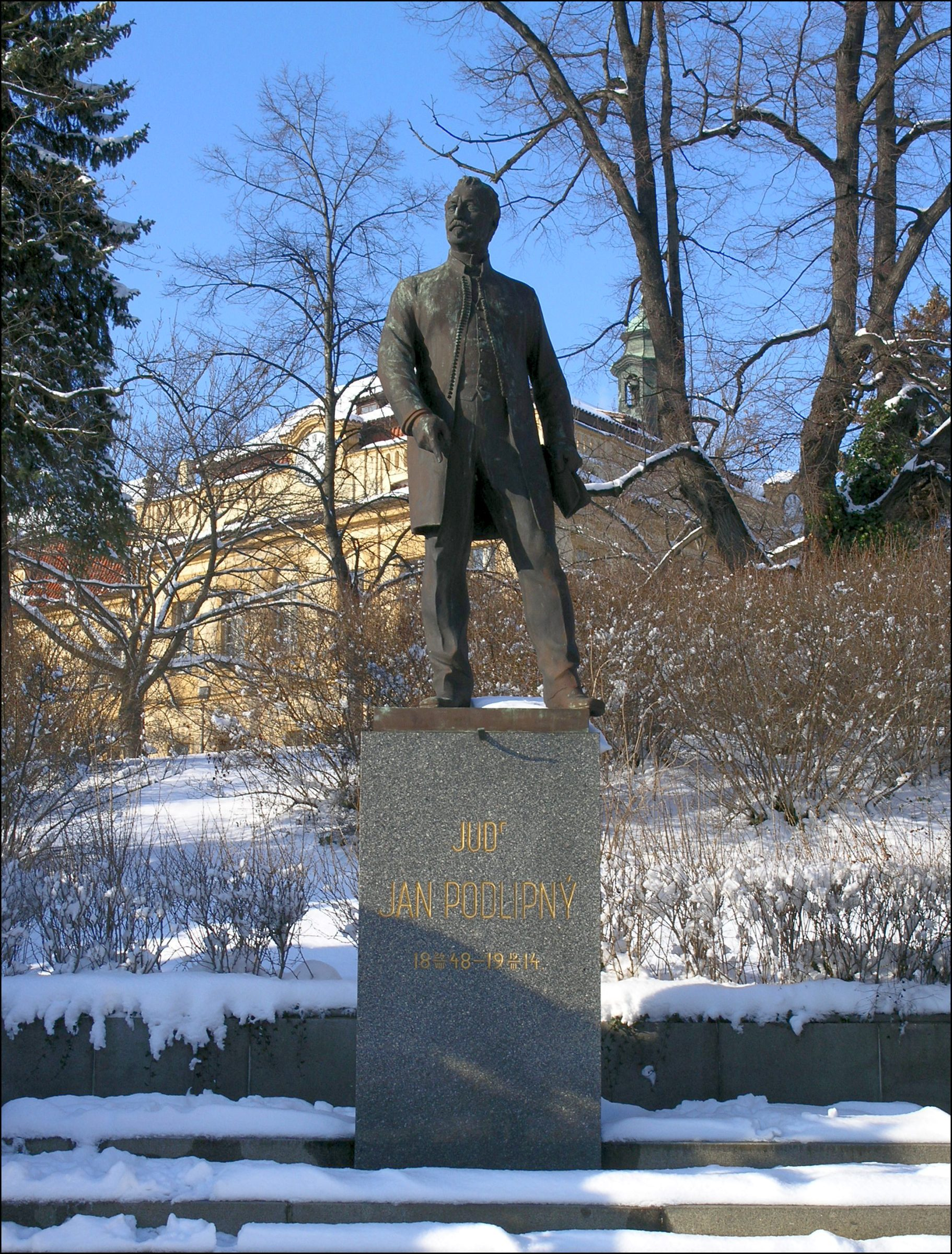
Pomník Dr. Jana Podlipného v Libni

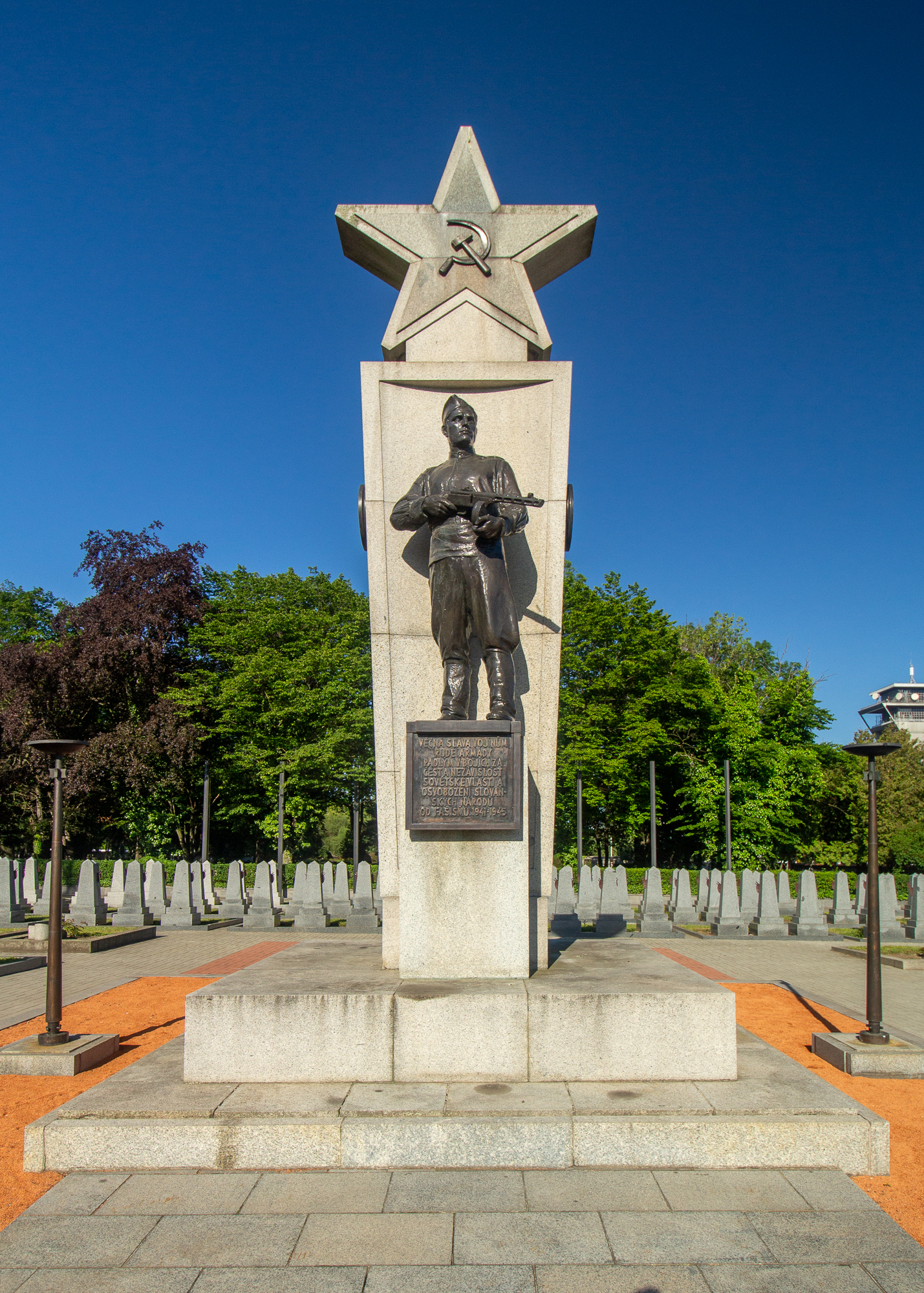
Pomník Rudé armádě, Olšanské hřbitovy

- 1949 Pražský Aleš 1949: XXIII. Členská výstava, Pavilon Jednoty výtvarných umělců, Praha
- 1975 Jaroslav Brůha: Výběr z díla, Galerie Nová síň, Praha

### Realizace a návrhy
- 1915 (?) štít rezidence Františka Lützowa[zdroj?] (1923 – Sokolská medaile tzv. Lützowův štít)
- 1920 (?) Návrh fontány před Rudolfinum, (s Celdou Kloučkem), nerealizováno
- 1920 (?) Reliéfy, bývalá Zdravotní pojišťovna, Havlíčkovo nám., Praha 3 – Žižkov
- 1922–1926 Alegorické sochy Hornictví, Hutnictví, Zemědělství a Organizace, na průčelí, bývalý Odborový dům, Na Perštýně, Praha 1 – Staré Město, nyní KŘ Policie hlavního města Prahy
- 1922 Sochy na nárožních domech Podskalské a Ladovy ulice, Praha 2 – Nové Město
- 1924 sousoší na atice hlavní budovy Psychiatrické léčebny, Praha 8 – Bohnice
- 1926 Reliéfy v průčelí, Tyršův dům (Sokol), Praha 1 – Malá Strana (400 x 600 cm, pískovec)
- 1930 (?) Alegorické plastiky, bývalé sídlo Spolku inženýrů a architektů (později Dům Světové odborové federace), nám. Curieových 1, Praha–Staré Město, nyní hotel Prezident (úpravou fasády kolem roku 1975 patrně zničeny)
- 1931 Sochy na budově bývalé Úrazové pokladny, Praha–Nové Město, Senovážné náměstí
- 1935 Pomník dr. Jana Podlipného, Libeň, Elsnicovo nám.
- 1938 Pomník padlým, Břevnov, Řečického ul.
- 1938 Alegorie Republiky a Vítězství pro Všesokolský slet v Praze (zničeno)
- 1945 Pomník Rudé armády, Olšanské hřbitovy
- 1955 (?) Dívčí postava, nádraží Klatovy

### Podobizny
- Vilém Zítek
- Stanislav Kostka Neumann
- František Podešva (malíř)
- Karel Hlaváček (básník a výtvarník)
- Božena Němcová

### Medailérská tvorba
- 1923 Pamětní československý dukát
- 1925 Medaile československého ministerstva zemědělství
- 1932 Pamětní medaile ke 100. výročí narození dr. Tyrše
- 1955 Jubilejní stokoruna

### Nerealizované návrhy pomníků
- Jan Hus (soutěžní návrh pro Národní muzeum); J. A. Komenský (soutěžní návrh pro památník v Naardenu), B. Smetana, J. Neruda, J. Žižka
- Pomník barikádníků, Praha -Vinohrady
- Pomník pro Lidice